# منتخب جزر ماريانا الشمالية لكرة السلة
منتخب جزر ماريانا الشمالية لكرة السلة (بالإنجليزية: Northern Mariana Islands national basketball team)‏ هو ممثل الولايات المتحدة الرسمي في المنافسات الدولية في كرة السلة
.